# Arnold Rehm
Arnold Rehm (* 14. Mai 1896 in Bremerhaven; † 1976) war ein deutscher Schiffahrts-Publizist.

## Werdegang
Rehm war nach Studium und Promotion zum Dr. rer. pol. Mitarbeiter des Norddeutschen Lloyd. Daneben war er schriftstellerisch tätig und veröffentlichte Reiseberichte und Kurzgeschichten.
Das Staatsarchiv Bremen besitzt eine 'Sammlung Arnold Rehm' mit zahlreichen Fotos.

## Ehrungen
- 1972: Verdienstkreuz 1. Klasse der Bundesrepublik Deutschland.